# José Joaquín de Mas y de Vedruna
José Joaquín de Mas y de Vedruna (Barcelona, 14 de noviembre de 1801-ibíd., 4 de noviembre de 1873) fue un militar carlista y empresario español.

## Biografía
Era hijo de una familia acomodada. Su padre, Teodoro de Mas y Solá, procedía de Vich, de un linaje ennoblecido en 1695; de ideas realistas, se había distinguido durante la guerra de la Independencia. Su madre, de familia barcelonesa, sería la futura Santa Joaquina de Vedruna. Tuvo siete hermanos, siendo José Joaquín el segundo hijo y el mayor de todos los varones.

### Guerra realista y primera guerra carlista
En 1821 ingresó en la Abadía Trapense de Grenoble y recibió los primeros hábitos, pero salió pronto. En septiembre de 1822 actuó junto al realista Benito de Plandolit, y poco después se exilió en Francia. En represalia, los constitucionalistas se apoderaron de su patrimonio familiar, y la familia se tuvo que exiliar en Prada. En abril de 1823, José Joaquín regresó a Vic con el barón de Eroles, en el grupo que se adelantaba a los Cien Mil Hijos de San Luis. Ese mismo año se casó en Vich con Rosa Poudevida y Sansó. Cinco hijos del matrimonio llegarían a la edad adulta: Luis Joaquín, José Alejandro, Mariano, Joaquín Carlos y Dolores.
José Joaquín obtuvo el cargo de interventor de rentas en Igualada, pero en 1827 participó en la guerra de los Agraviados con las fuerzas de Domingo de Queralt, por lo que fue apresado en la cárcel de Hostalrich. En mayo de 1828 fue liberado, y se estableció en Barcelona. En 1835, durante la primera guerra carlista fue confinado en Vich, pero logró huir a la zona carlista con su mujer y sus cuatro hijos. Allí fue nombrado administrador general de los bienes de los revolucionarios secuestrados en el corregimiento de Vich, lo que resultaba un cargo muy odiado de los demás vicenses. Cuando finalizó la guerra, José Joaquín permaneció diez años exiliado en Francia, hasta que en 1849 volvió de Perpiñán. Recuperó las propiedades familiares, que habían tenido una merma importante debido a un conflicto familiar con sus primos, los Sauleda. Estos bienes estaban constituidos por el Manso Escorial, situado a las afueras de la ciudad, en la carretera de Folgarolas, con terrenos y algunas construcciones.

### Empresario
Ya en Barcelona, fue primero procurador causídico y socio impulsor de empresas del más amplio espectro, ayudado por su hijo mayor Luis: negocios de abonos en 1851, explanación de los terrenos del ferrocarril de Barcelona a Molins de Rey en 1853, canalización del Ebro en 1855, negocios mineros en 1856, comerciante en granos en 1856, canalización de aguas en 1866, etc. Demuestra una especial predisposición para la gestión económica de los negocios, que ya había sido aprovechada por los carlistas cuando en algún periodo le habían encargado la Hacienda en el territorio catalán.
La sociedad entre el padre y los hijos alcanzó tal cantidad de negocios y de tanta importancia, que lleva al historiador médico Josep Lluís Ausín i Hervella a preguntarse de dónde obtenían los caudales necesarios. Ausín afirma que los Mas no eran ricos, y que las cartas de la madre, la futura santa, demostraban el estado raquítico de las finanzas de toda la familia, agravada por su vinculación con el bando perdedor de las guerras civiles. Ausín cree que José Joaquín de Mas pudo estar utilizando dinero de los carlistas a fin de obtener para sus correligionarios beneficios, influencia social, favores, conocimientos del terreno, etc. La familia Mas se encontraba en muy buena posición para encargarse de obras y negocios en el ámbito rural, como los propios de los ferrocarriles, minas y canalizaciones. Era un periodo de extraordinaria inseguridad por la actuación constante de partidas carlistas, cuando no había guerra total y declarada. Los Mas tenían buenas relaciones con los insurgentes, y por otra parte, el gobierno legal necesitaba que las obras avanzaran. Eso permitía a los Mas actuar desde una posición intermedia. Hasta el año 1862 no constan registros notariales de préstamos por sus negocios, precisamente cuando ya había disminuido el impulso empresarial.
En 1857 fue uno de los principales socios fundadores del manicomio de la Nueva Belén en la villa de Gracia. Además de socio capitalista, desempeñó oficialmente el cargo de tesorero. Le ayudaron en sus labores sus hijos, especialmente Luis y José Alejandro.
Durante la última etapa de su vida José Joaquín de Mas residió sucesivamente en Barcelona la rambla de Santa Mónica 6, calle Ancha 11 y Gorch 3. Se retiró en la casa familiar de Vic, el Manso Escorial, aunque falleció finalmente en la calle Gorch de Barcelona.
Su hijo mayor, Luis de Mas, dirigió grandes obras y negocios de litografía y fue también propietario de una academia de preparación de estudios de dibujo, en la calle Santa Ana de Barcelona, donde publicó un libro de estas materias. Sería conocido por su participación muy activa en la tercera guerra carlista como ingeniero militar.